# Toblinger Knoten
Der Toblinger Knoten (italienisch Torre di Toblin) ist ein 2617 m s.l.m. hoher Berg in den Sextner Dolomiten in Südtirol. Er war im Gebirgskrieg 1915–1918 von strategischer Bedeutung und wurde mit zahlreichen Stellungen ausgebaut. Reste der damaligen Militärwege werden heute als beliebte Klettersteige genutzt.

## Lage und Umgebung
Der Toblinger Knoten liegt im Naturpark Drei Zinnen in den südlichen Sextner Dolomiten. Im Süden ist dem Berg, etwa 300 Meter entfernt, der 2539 m hohe Sextner Stein (italienisch Sasso di Sesto) vorgelagert, an dessen Fuß mit der Dreizinnenhütte der wichtigste Stützpunkt in der Umgebung des Toblinger Knotens liegt. Dieses Gebiet und das südlich davon liegende Zinnenplateau unterhalb der Drei Zinnen gehören zum Rienztal im Gebiet der Gemeinde Toblach (Dobbiaco). Im Norden liegt das Innerfeldtal im Gemeindegebiet von Innichen (San Candido), im Osten das Fischleintal in der Gemeinde Sexten (Sesto). Auf dem Gipfel des Toblinger Knotens treffen die drei Gemeindegebiete aufeinander.

## Geschichte
Der Toblinger Knoten wurde im Jahr 1889 von W. Eckert und dem Bergführer Michael Innerkofler erstbestiegen. 1892 gelang Sepp Innerkofler, dem Bruder des Erstbesteigers, die Erstbegehung der Westkante.
Vor dem Ersten Weltkrieg war das ganze Gebiet im Besitz von Österreich-Ungarn, die Grenze verlief südlich des Toblinger Knotens entlang den Drei Zinnen zum Paternkofel. Schon im Vorfeld des Krieges wurden westlich und östlich des Berges Stellungen errichtet, die jedoch zunächst nicht besonders bedeutsam waren. Eine Bastion an der Westschulter (2510 m) diente der Überwachung des Geländes südlich des Gipfels, eine dazugehörige Kaverne, nahe am heutigen Einstieg zum Klettersteig, wurde nach General Josef Roth, Roth-Galerie genannt. Sie ist noch begehbar und besitzt Schießscharten zur Beherrschung des Vorgeländes. Deren Gegenstück befindet sich an der Ostschulter, die Adlerwache (2540 m) mit der Maendl-Galerie kontrollierte die gesamte Bödenalpe oberhalb des Fischleintals, sie kann im Zuge des Abstieges vom Gipfel besichtigt werden. Eine weitere Kaverne, die als Unterkunft diente, lag auf 2520 m an der Ostflanke, an der Nordseite wurden auf 2475 m eine Offiziermesse und eine Küche errichtet.
Kurz nach Kriegsbeginn, im August 1915, kam es zu italienischen Angriffen, in deren Verlauf die italienischen Truppen bis zum Sextenstein vordrangen und dort Sandsackstellungen errichteten. Die steile Südwand des Toblinger Knotens bildete jedoch ein wirksames Hindernis. Der Berg war damit nun der am weitesten ins italienisch besetzte Gebiet vorgeschobene Punkt. Zusätzlich bot er einen guten Ausblick auf das gesamte Kampfgebiet, sodass ihm nun große strategische Bedeutung zukam.
Auf Initiative von Feldkurat Hosp, der bereits Ende 1915 den höchsten Punkt als Aussichtsposten nutzte, wurde im Januar 1916 mit dem Bau von Unterständen auf dem Gipfel begonnen. Knapp unterhalb des Gipfels wurden Stollen und Geschützstellungen in den Fels gesprengt. Zu diesem Zweck erbaute man auch den Steig über die Nordostflanke. Dieser war jedoch von den italienischen Schützen gut einsehbar, sodass er nur nachts begangen werden konnte. Als Alternative wurde im Frühjahr 1916 der Leitersteig durch die geschützten Nordkamine erbaut. Ein Aufzug von der Nordseite konnte Lasten bis zu 150 Kilogramm auf den Gipfel befördern.
Im April 1917 grub das österreichische Heer einen 300 Meter langen Schneetunnel bis zum Sextenstein, durch den sie die italienischen Befestigungen angriffen. Diese Aktion schlug jedoch fehl. Die Stellungen am Toblinger Knoten wurden bis zum Abzug der italienischen Armee im November 1917 gehalten, zu einem geplanten größeren Ausbau kam es nicht mehr.
Nach dem Krieg verfielen die Anlagen, erst 1979 wurde der Leiternsteig zu einem modernen Klettersteig ausgebaut. Einige Bauelemente des ursprünglichen Steiges wie etwa Holzleitern und Eisenhaken blieben dabei erhalten. Auch der Feldkurat-Hosp-Steig wurde stellenweise versichert. Die Galerie an der Adlerwache ist mit Hilfe einer Taschenlampe begehbar.

## Wege zum Gipfel
Die Anstiege zum Gipfel werden wegen ihrer Nähe zur leicht erreichbaren Dreizinnenhütte äußerst häufig begangen. Darüber hinaus sind die Stellungen aus dem Ersten Weltkrieg eine beliebte Touristenattraktion.

### Leiternsteig
Über die Nordseite führt ein Klettersteig, der Leiternsteig, über 17 Eisenleitern durch mehrere Kamine bis auf den Gipfel. Er wird mit der Schwierigkeit C eingestuft.

### Sonstige Wege
Über die Nordostflanke ist der Toblinger Knoten mit einem alpinen, stellenweise versicherten Steig im Schwierigkeitsgrad I, dem Feldkurat-Hosp-Steig, erschlossen. Es gibt mehrere Kletterrouten, darunter die Westkante (III) und die Südwestwand (III).